# Activateur enzymatique
 (avril 2019).
Si vous disposez d'ouvrages ou d'articles de référence ou si vous connaissez des sites web de qualité traitant du thème abordé ici, merci de compléter l'article en donnant les références utiles à sa vérifiabilité et en les liant à la section « Notes et références ».

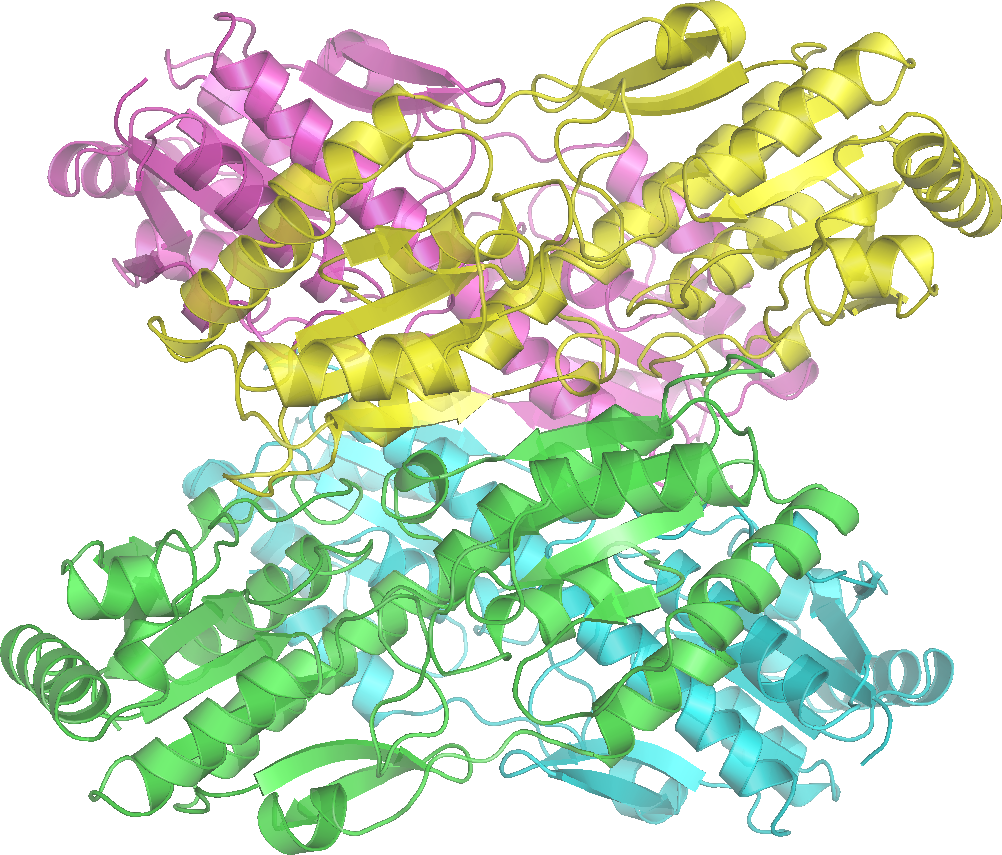
Phosphofructokinase de bacillus stearothermophilus. PDB : 6PFK.

Un activateur enzymatique ou inducteur enzymatique est une substance qui se lie à une enzyme et favorise son activité. C'est l'opposé d'un inhibiteur enzymatique. Ce sont des espèces chimiques souvent impliquées dans la régulation allostérique d'enzymes clés du métabolisme. Ainsi, le fructose-2,6-bisphosphate est un activateur de la phosphofructokinase-1 et accélère la glycolyse en réponse à la présence d'insuline. Autre exemple, l'acétyl-CoA est un activateur allostérique de la pyruvate carboxylase.
Dans certains cas, le substrat lui-même peut avoir un effet allostérique sur l'ensemble d'une enzyme en se liant simplement à l'une de ses sous-unités, ce qui a pour effet d'accroître l'activité catalytique des autres sous-unités de l'enzyme ainsi que leur affinité pour le substrat.
Un activateur peut également être un cofacteur. C'est par exemple le cas d'ions métalliques tels que l'ion chlorure Cl−, activateur de l'amylase salivaire, de l'ion magnésium Mg2+, activateur des kinases, et de l'ion zinc Zn2+, activateur de l'anhydrase carbonique ; certains d'entre eux sont considérés comme deuxième substrat.
Certains médicaments sont de puissants inducteurs enzymatiques, notamment des cytochromes. Cela a une importance majeur en clinique car cette induction est source de nombreuses interactions médicamenteuses. En pharmacologie, on entend par inducteurs enzymatiques principalement l'activité sur les cytochromes,,.